# カークーラー

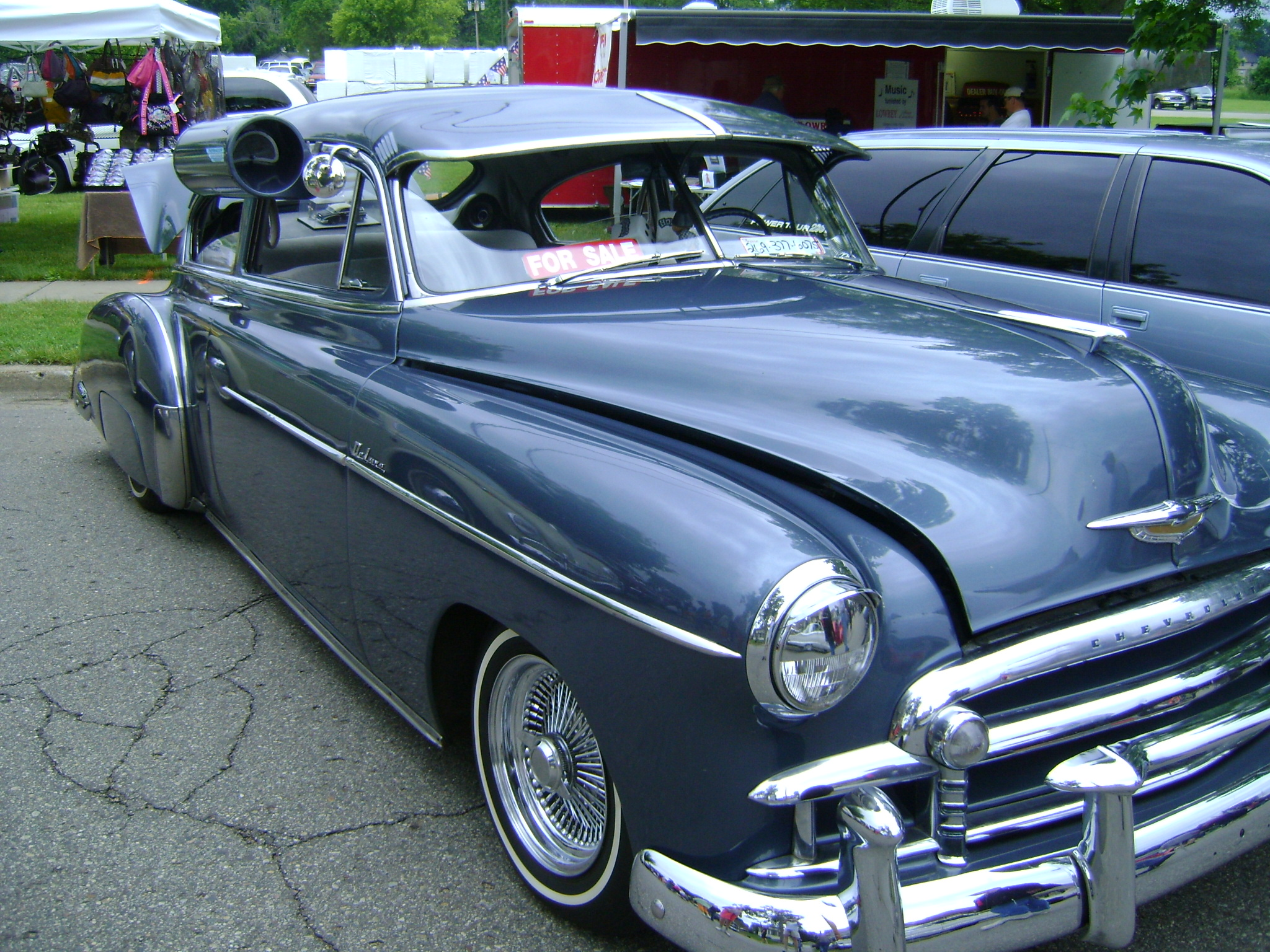
1950年式シボレーに取り付けられたカークーラー

カークーラー(car cooler)とは、主に第二次世界大戦前のアメリカ車において使用された自動車の窓に吊り下げられたミスト散布式の冷房装置であり、スワンプクーラー(swamp cooler)とも呼ばれる。このカークーラーは自動車史上における黎明期のエア・コンディショナーである。

## 概要
カークーラーは空気の冷却に潜熱のうち水の蒸発熱を用いたものである。クーラー内部の水は蒸発する際に周囲の熱を奪う為、クーラー内部に冷気が生成される。水の蒸発による冷却は湿度が低い程より活発に動作するため、乾燥した砂漠が多いアメリカ合衆国南西部、特にカリフォルニア州、アリゾナ州、テキサス州、ニューメキシコ州、ネバダ州等でポピュラーな機器であった。クーラー内部にはバルサの削りクズが充填されている。このバルサを介して水は蒸発し、気化熱で冷却された空気はクーラーの左側へ放出され、助手席側から室内を冷却する 。

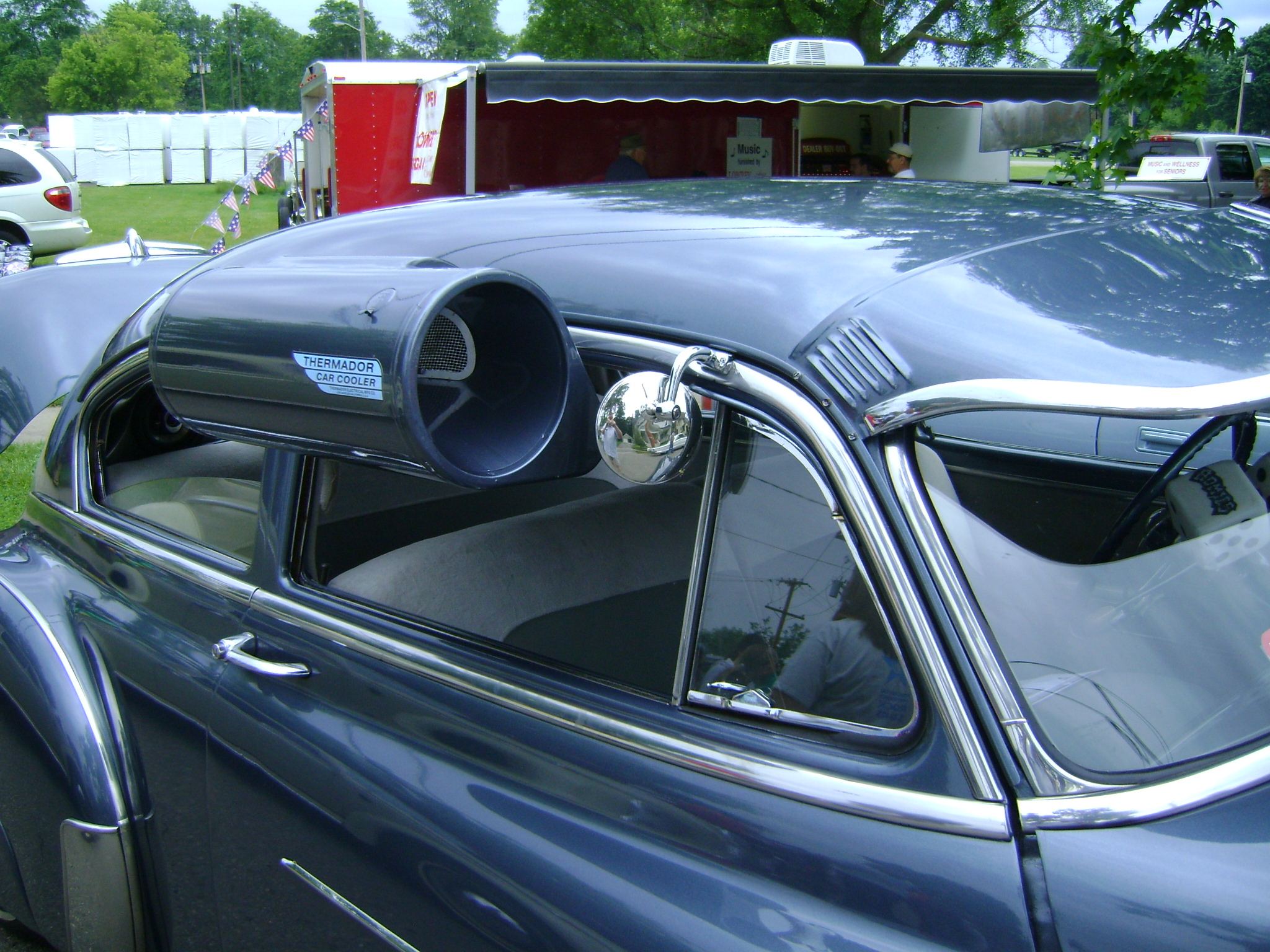
北米市場におけるカークーラー

技術自体は1930年にはアフターマーケットに登場しており、アメリカにおいては1930年代から1960年代に掛けて人気を博した。基本構成はキャニスター式掃除機に似ており、特にアンティークカーやクラシックカー、あるいはフォード・モデルAなどのホットロッドに用いられる。

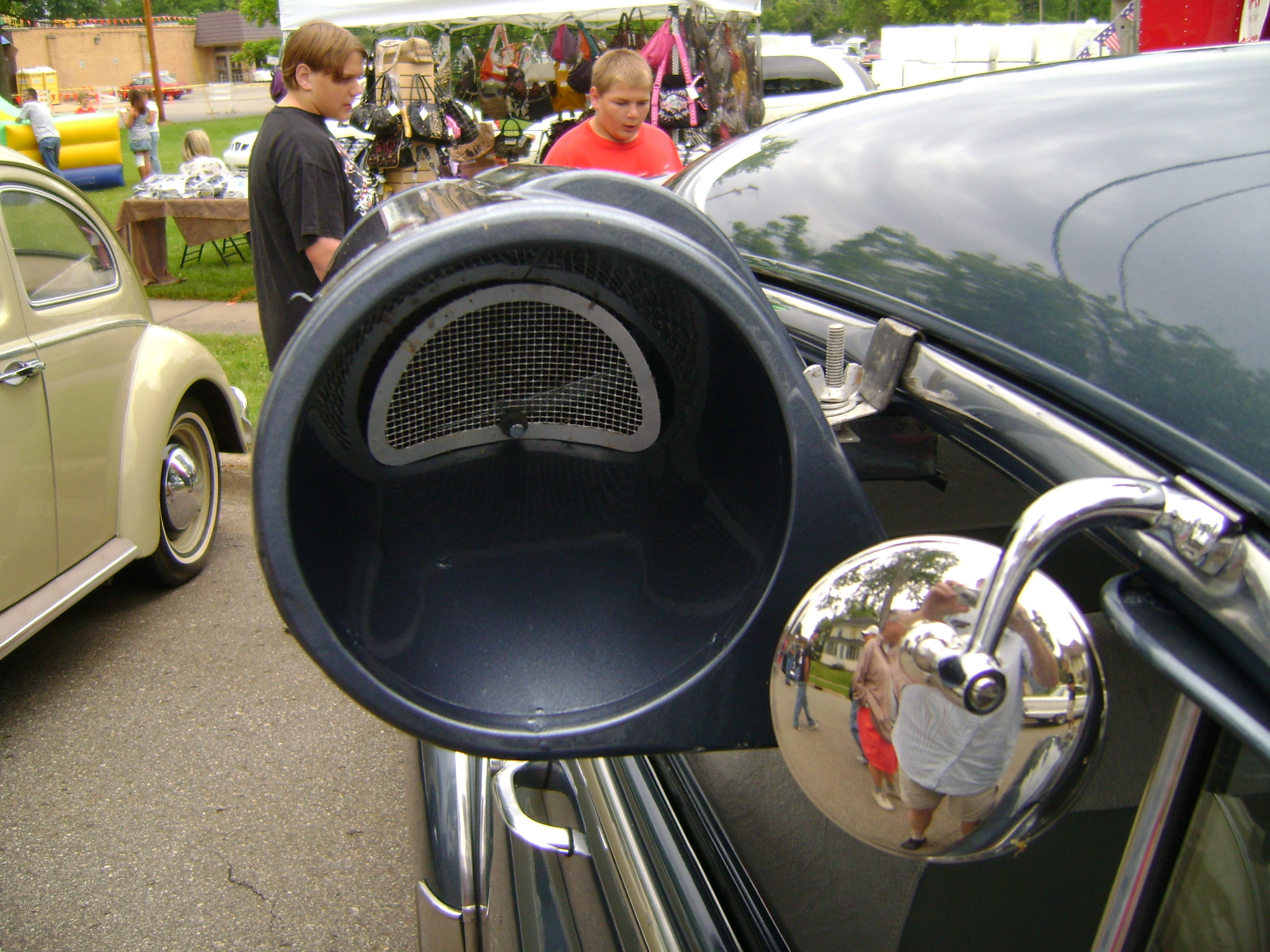
正面から見たカークーラー

この形式のカークーラーはアメリカ国内ではThermador社、ClassicAir社、Sears Roebuck社(Allstateブランド)、Star Mfg社が主に製造しており、構造はファン駆動式とラムエア式に大別される。
ラムエア式は助手席側の窓に取り付けられ、自動車が高速で前進する際にクーラーチューブ内部を走行風が通り抜ける事でのみ動作する。貯水タンクの容量は1ガロン(約4リットル)であり、およそ100から150マイル(150-250km)の間、空調効果を発揮した。ファン駆動式は徐行中や停車中にも動作する様に設計されており、走行風の無い時には電動ファンでクーラーチューブ内に強制的に送風する ことで冷却を行う。
この形式のカークーラーは現在使用されている空調技術と比較すると非常に古い技術である。しかし、製造メーカーは現在でもアンティークカーやクラシックカーのオーナーをサポートする冷房装置として、このカークーラーの製造販売を今日でも続けている。